# Макьюэн, Джон
Джон Макью́эн (29 марта 1900 — 20 ноября 1980) — австралийский государственный деятель, восемнадцатый премьер-министр страны (1967—1968).

## Биография
Родился в семье Дэвида Макьюэна и Эми Эллен Портер. Его отец был фармацевтом, иммигрировавшим из Северной Ирландии. Мать Джона умерла, когда ему было 18 месяцев, а отец- когда семь лет, после чего его забрала на воспитание бабушка. В 13 лет Джон Макьюэн начал работать оператором в фармацевтической фирме, перейдя из обычной школы в вечернюю. В 15 сдал экзамены и стал работать в офисе солиситора.
В августе 1918 года он записался в армию, но не успел отплыть к местам боевых действий, так как Первая мировая война закончилась. Вместе с тем, он получил солдатскую норму в 35 гектаров земли в районе Стэнхоуп в штате Виктория. Он основал на участке молочную ферму, позднее занялся разведением овец. Кроме того, стал инициатором создания кооперативного молокозавода. По завершении политической карьеры Макьюэн прожил на своей ферме ещё 10 лет до самой смерти.
Джон Макьюэн был женат дважды. Первой женой была Энн Маклауд, свадьба состоялась в 1921 году, а через 46 лет Макьюэн стал вдовцом. В 1968 году он женился на Мэри Берн. Детей не было.

## Политическая карьера
Первая попытка начать политическую карьеру была в 1932 году, когда Макьюэн принимал участие в выборах в парламент штата Виктория от аграрной партии.
В 1934 году стал членом федерального парламента от той же аграрной партии. Он оставался в парламенте до 1970 года, представляя последовательно округа Эчука (англ. Echuca, 1934—1937 годы), Инди (англ. Indi, 1937—1949 годы), Маррей (англ. Murray, 1949—1970 годы). За это время Макьюэн занимал ряд министерских постов. Он был министром внутренних дел в правительстве Джозефа Лайонса (1937—1939 годы), министром иностранных дел, а затем министром гражданской авиации в правительстве Артура Фаддена (1940—1941 годы), министром коммерции и сельского хозяйства в правительстве Роберта Мензиса (1949—1956 годы). В 1950-х годах принимал активное участие в заключении Австралией международных торговых соглашений, в результате которых Великобритания перестала быть доминирующей фигурой во внешнеторговых отношениях страны. Во время Второй мировой войны, с 1940 по 1945 годы был военным советником.
Он неоднократно пытался стать лидером аграрной партии, но его останавливали Эрл Пейдж, Кэмерон, Фадден. Однако смог занять этот пост только 26 марта 1958 года. Вместе с этим он стал заместителем премьер-министра и исполнял эти обязанности во время отъездов как Роберта Мензиса, так и Гарольда Холта. После того, как Холт пропал без вести в декабре 1967 года (предположительно, утонул), Макьюэн в течение трёх недель занимал пост премьер-министра. 10 января 1968 года его сменил новый лидер либералов — Джон Гортон.